# Потоцкий, Станислав Войцех
Станислав Войцех Антоний Потоцкий, иногда Станислав Войцех или Станислав Антоний (пол. Stanisław Wojciech Potocki; 5 мая 1837, Томашполь — 21 января 1884, Краков) — польский магнат и общественный деятель.

## Биография
Представитель польского магнатского рода Потоцких герба «Пилява». Сын подпоручика Пшемыслава Потоцкого (1805—1847) и княгини Терезы Сапеги (1811—1895). Внук генерала Антония Потоцкого (1780—1850). Родители Станислава были двоюродными братом и сестрой. Матерью Пшемыслава Потоцкого была Роза Потоцкая (1782—1862), а матерью его супруги Терезы Сапеги — Идалия Потоцкая (1793—1859). Роза и Идалия были родными сестрами, дочерьми графа Станислава Щенсного Потоцкого и Юзефины Амалии Мнишек.
Участник Польского восстания 1863—1864 годов. После его подавления он был заключен в тюрьму в Каменце-Подольском.
Станислав и Анна Потоцкие познакомились в Дрездене. Летом 1865 года состоялась их помолвка, а 6 февраля 1866 года — свадьба.
В 1872 году Станислав Потоцкий купил имение Рыманув. Когда весной 1874 года вспыхнула эпидемия холеры, Станислав ухаживал за больными.
16 августа 1876 года во время прогулки Анны Потоцкой с детьми, один из её сыновей, Юзеф Мариан Потоцкий открыл источник целебной минеральной воды. Станислав Антоний Потоцкий стал одними из основателей минерального курорта Рыманув-Здруй.
Станислав Потоцкий тяжело заболел и скончался в Кракове 21 декабря 1884 года в возрасте 47 лет. Он был похоронен в склепе Любомирских в доминиканской базилике Святой Троицы в Кракове.

## Семья
7 февраля 1866 года в Курнике Станислав Потоцкий женился на графине Анне Софии Дзялынской (1846—1926), дочери графа Адама-Тита Дзялынского (1797—1861) и Целестины Замойской (1805—1883). Супруги имели девять детей:
- Ян Непомуцен Потоцкий (29 апреля 1867, Олешице — 13 марта 1942, Рыманув), владелец Рыманува-Здруя
- Юзеф Мариан Иоахим Потоцкий (23 августа 1868, Олешице — 25 января 1918, Рыманув), владелец имений Рыманув-Здруй, Команьча и Антонювка
- Петр Потоцкий (1870, Рим — 4 марта 1870, Рим)
- Петр Пшемыслав Потоцкий (28 июля 1871, Олешице — 1874, Рыманув)
- Мария Эльжбета Целестина Потоцкая (12 ноября 1872, Олешице — 6 февраля 1961, Краков), муж с 1896 года граф Томаш Вениамин Циприан Ромер (1861—1925)
- Павел Пшемыслав Потоцкий (15 октября 1874, Рыманув — 16 марта 1894, Грац)
- Цецилия Мария Потоцкая (23 марта 1876, Рыманув — 5 июня 1962, Монтрезор), муж с 1894 года граф Станислав Гвидо Кароль Вершович-Рей (1867—1898)
- Доминик Казимир Потоцкий (23 ноября 1877, Рыманув — 7 октября 1939, Львов)
- Антоний Тит Потоцкий (4 января 1880, Рыманув — 3 мая 1952, Краков), владелец Ольши.